# Hail to the Teeth
«Hail to the Teeth» (укр. «Слава зубам») — одинадцята серія тридцять першого сезону мультсеріалу «Сімпсони», прем'єра якої відбулась 5 січня 2020 року у США на телеканалі «Fox».

## Сюжет
Ліса йде вулицею і зустрічає чоловіка, який каже їй, що вона буде вродливішою, якщо буде частіше усміхатись. Після розказаного за вечерею Мардж везе її до нового стоматолога, щоб отримати нові брекетів (оскільки їхній старий ортодонт був шахраєм-пародонтологом).
Тим часом Арті Зіфф запрошує Гомера і Мардж на своє весілля. Хоча обидва сперечаються щодо поїздки, та неохоче приймають запрошення. Гомер йде один на парубочу вечірку, де виявляє, що Арті повернув свої статки після умовно-дострокового звільнення, продаючи дрова, схожі на готівку.
Ліса дістає нові брекети лише до верхніх зубів, через що дівчинка не може перестати усміхатися. Відчуваючи спочатку огиду через мізогіністичні наслідки швидкої набутої популярності, Ліса вирішує скористатись цим і балотуватися на пост президента класу.
Відвідуючи церемонію з Мардж, Гомер веде наречену до вівтаря (оскільки нікого не запрошено з її боку). Коли фата знімається, виявляється, що наречена — копія самої Мардж… Відчувши дискомфорт Мардж з Гомером залишають церемонію.
За тиждень до виборів вона повертається до ортодонта, щоб встановити брекети на нижні зуби. Однак, її усмішка щезає, перетворюючись на постійне нахмурене обличчя. Лікарка каже, що так буде протягом півроку.
Пізніше в готелі Мардж і Гомер дізнаються від Арті, що його дружина насправді є роботом і що він створив багато роботів на її образ. Мардж переконує його, що він може використовувати їх на благо… Вони будують «Дитячий будинок Арті Зіффа». Коли він розповідає інтерв'юеру, що в майбутньому одружиться на одній з «Мардж», вони всі відлітають.
Барт наймає Мартіна Принса, щоб маніпулювати прямою трансляцією передвиборчої промови Ліси, щоб зобразити посмішку. Однак, у програмі виникає збій, і Ліса вимушена викрити себе. В результаті, вона програє вибори Даб'я Спаклеру.
На шкільному майданчику Мардж намагається втішити Лісу. Тоді ж проходить той самий чоловік і обмовляє її за те, що вона не посміхається. Потім Мардж вмикає крила (позичені від роботів Арті), і нападає на чоловіка. Це змушує Лісу справді посміхатись і підбадьорює її.
У фінальній сцені Арті вечеряє з 5 іншими клонами, і вони воліють вимкнутись, ніж продовжувати вечеряти з ним.
У сцені під час титрів демонструється кілька моментів з життя Ліси з нахмуреним обличчям, останнім зображенням є медитація під деревом, де вона щаслива.

## Ставлення критиків і глядачів
Під час прем'єри серію переглянули 1,81 млн осіб з рейтингом 0.6, що зробило її другим найпопулярнішим шоу на каналі «Fox» тієї ночі, після «Сім'янина».
Денніс Перкінс з «The A.V. Club» дав серії оцінку B+, сказавши, що «є чудові жарти, які не мають нічого спільного з „повідомленням“ епізоду поряд із тими, які виростають із конкретних дуг Ліси та Мардж…». Він також похвалив сценаристку серії, дебютантку «Сімпсонів», Елізабет Кірнан Аверік, як довгоочікувану «нову кров» мультсеріалу.
Згідно з голосуванням на сайті The NoHomers Club більшість фанатів оцінили серію на 1/5 і 2/5 із середньою оцінкою 2/5.